# Таганай
Тагана́й — національний парк у групі хребтів Таганай, в західній частині Челябінської області, поблизу північно-східної околиці міста Златоуст. Утворений 5 березня 1991.
На території парку майже незайманими збереглися цінні екологічні системи — гірська тундра і луки, підгольці рідколісся і реліктові ліси.
Територією парку проходить кордон вододілу між двома найбільшими річковими басейнами Росії — Волжсько-Камським і Об—Іртишским. Цей вододіл проходить по хребтах Юрма і Великий Таганай, далі —  північним відрогом Середнього Таганая, горі «Монблан», північному краю Малого Таганая і виходить на вершину Гостра Уральського хребта, по якому і слідує далі на південь.

## Цифри
- Загальна площа — 568 км².
- Протяжність з півдня на північ — 52 км.
- Протяжність із заходу на схід — в середньому 10—15 км.
- Заповідна зона становить близько 21 %, рекреаційна — 59 %

## Клімат
- тривалість безморозного періоду 70 — 105 днів.
- максимальні температури до +38°, мінімальні до 50°.
- середньорічна кількість опадів 500—1000 мм.
- тривалість періоду із стійким сніговим покривом 160—190 днів.
- середня дата появи снігового покриву 9 листопада, а сходу — 8 квітня.
- вологість повітря 64 — 84 %.
- середня глибина промерзання ґрунту 66 см (максимум — 125 см, мінімум — 38 см).
- середня дата замерзання річок 6 листопада, а вскрытия — 11 квітня.

## Рослинний і тваринний світ
- Ліси (ялинові і ялиново-ялицеві березняки) займають близько 90 % площі.
- Виростає 687 видів рослин, у тому числі 10 ендеміков Урала.
- Мешкають 46 видів ссавцям (у тому числі бурий ведмідь кабан рись лось вовк бобер ондатра).
- Мешкають 126 видів птахів (з рідкісних сапсан беркут).
- Мешкають 5 видів плазунів.
- Мешкають 3 види земноводних